# Bella degli Abati
Pour les articles homonymes, voir Abati.
Gabriella degli Abati plus connue comme Donna Bella degli Abati (Florence, première moitié du XIIIe siècle - v. 1270) est la mère de Dante Alighieri

## Biographie
Les seules informations qui nous sont parvenues sur sa vie proviennent de recherches d'archives qui ont produit uniquement des preuves « d'indices » sur certaines figures possible d'époque. 
Une anecdote nous est rapportée par le plus fameux biographe de Dante, Giovanni Boccaccio, dans la Vita di Dante Alighieri
La mère de Dante, avant de le mettre au monde, rêva d'une vision prophétique de son fils né sous un laurier, près d'une source.
Une fois l'enfant né, celui-ci commence à se nourrir des mauvaises herbes tombant de l'arbre et se désoiffe à la fontaine jusqu'à se transformer en paon. 
Ce rêve est communément interprété comme présage de la future gloire poétique de Dante Alighieri  
Bella appartient probablement à la maison florentine des Abati, mais aucun document ne l'atteste. 
L'hypothèse que son père soit le juge florentin Durante degli Abati est faite, et le fils de Bella aurait pris son nom, par la suite abregé en «  Dante ». 
Bella qui a épousé  Alighiero di Bellincione est morte alors que Dante avait 5 ou 6 ans.

## Sources
- (it) Cet article est partiellement ou en totalité issu de l’article de Wikipédia en italien intitulé « Bella degli Abati » (voir la liste des auteurs).